# Southside (Alabama)
Pour les articles homonymes, voir Southside.
Southside est une ville américaine située dans les comtés d'Etowah et de Calhoun en Alabama.

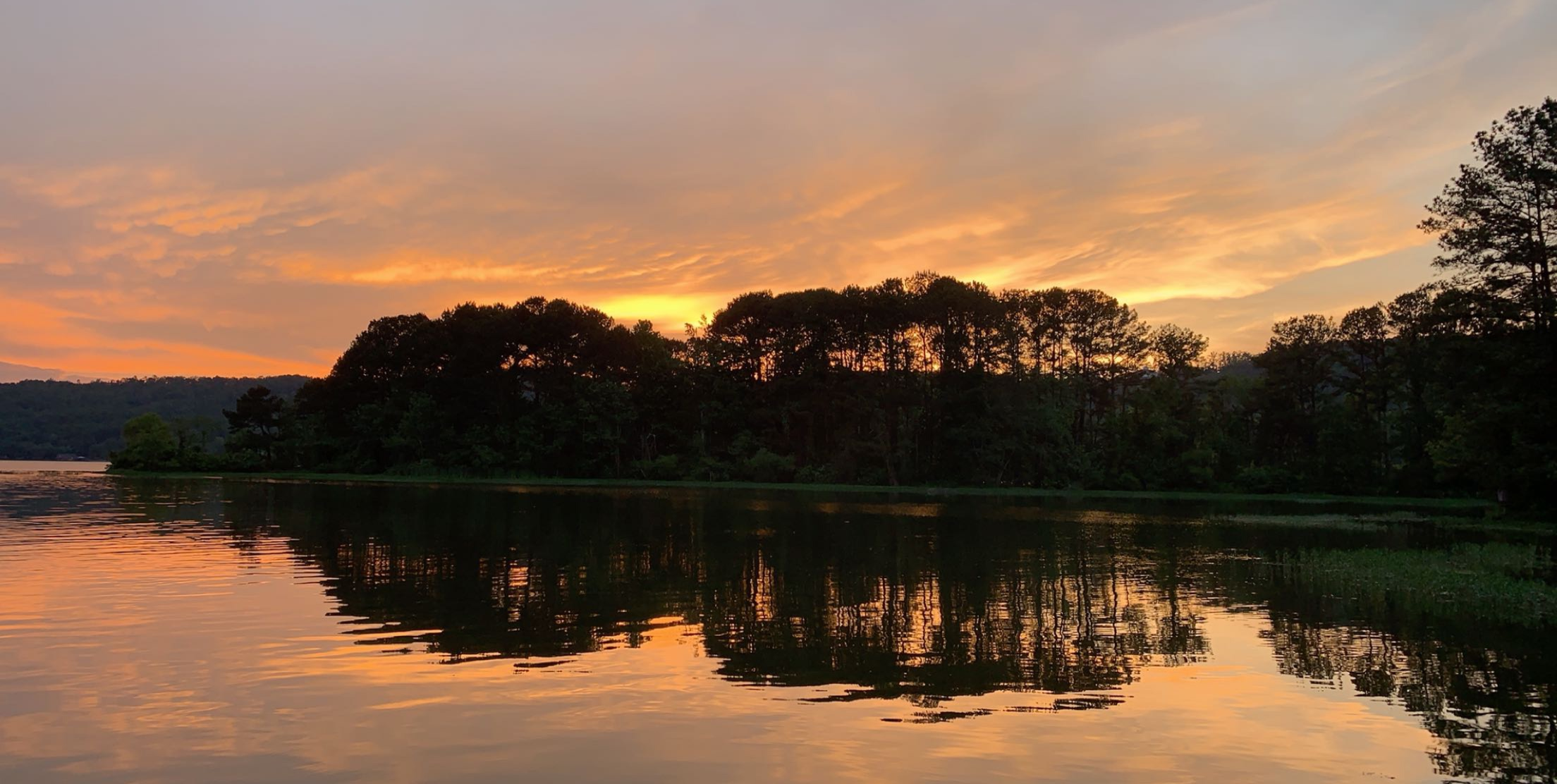
Coucher de soleil sur la rivière Coosa à Southside

Selon le recensement de 2010, Southside compte 8 412 habitants, dont seulement 155 vivent dans le comté de Calhoun. Sa population est estimée à 8 572 habitants en 2015.
La municipalité s'étend sur 19,15 milles carrés (49,6 km2), dont 18,98 milles carrés (49,16 km2) de terres. 18,65 milles carrés (48,3 km2) du territoire municipal sont situés dans le comté d'Etowah.

## Démographie
| 1960 | 1970 | 1980  | 1990  | 2000  | 2010  |
| ---- | ---- | ----- | ----- | ----- | ----- |
| 436  | 983  | 5 141 | 5 580 | 7 036 | 8 412 |